# Bundesgymnasium und Bundesrealgymnasium Gleisdorf
Das Bundesgymnasium und Bundesrealgymnasium Gleisdorf befindet sich in der Stadtgemeinde Gleisdorf im Bezirk Weiz in der Steiermark.

## Geschichte

### Schulgeschichte
1958 wurde mit zwei ersten und einer zweiten Klasse als Expositur des Bundesgymnasiums und Bundesrealgymnasiums Lichtenfels der Unterricht in Gleisdorf begonnen. 1965 wurde der Sachaufwand der Schule von der Stadtgemeinde Gleisdorf vom Bund übernommen. Im Juli 1965 erfolgte die erste Matura der Schule. Mit dem 1. Jänner 1966 wurde die Schule selbständig, im gleichen Jahr wurde in Weiz mit dislozierten Klassen unter der Nennung Expositur Weiz des BG/BRG Gleisdorf begonnen. 1988 wurde mit zwei ersten dislozierten Klassen mit der Expositur in Hartberg begonnen.
1988 wurde bei der 30-Jahr-Feier mit Schülern, Lehrern und Eltern als Darsteller die Komödie Die Vögel von Aristophanes aufgeführt. 1991 wurde eine Schulpartnerschaft mit einer Schule in Matsubushi in Japan begonnen. 1998 wurden der Absolventenverein und der „Club Glei-DO“ gegründet.
2012 wurde an der Schule die Lehre mit Matura begonnen.

### Schulbaugeschichte
1959 erfolgte die Grundsteinlegung für das Schulgebäude, welches am 24. Oktober 1962 mit zwölf Klassenräumen feierlich eröffnet wurde. 1969 wurden zwischen dem Klassen- und Turnsaaltrakt drei neue Klassen errichtet. 1971 wurde der Zubau einer sogenannten Schnellbauschule mit acht Klassenräumen begonnen. 1996 war der Baubeginn eines Zu- und Umbaus, der 1998 abgeschlossen wurde.

## Leitung
- 1966–1972 Walter Zimmermann
- 1972 Walter Sonnberger, interimistisch
- 1972–1985 Josef Illiewich
- 1985 Josef Zoller, provisorisch
- 1986–1993 Otmar Auer
- 1993 Marlies Gaderer, provisorisch
- 1994–2001 Friedrich Polzhofer, danach Direktor vom BG/BRG/BORG Hartberg
- 2001 Margarethe Weixlederer, provisorisch
- 2002–2022 Nikolaus Schweighofer[1]
- seit 2022 Christina Peinsipp

## Bekannte Absolventen
- 1980 Werner Kogler (* 1961), Politiker (Die Grünen) und Wirtschaftswissenschaftler
- 1981 Wilhelm Krautwaschl (* 1963), römisch-katholischer Geistlicher und 58. Diözesanbischof der Diözese Graz-Seckau
- 1981 Dolf Maurer (* 1961), Autor, Werbefilmregisseur, Moderator, Radiogründer und Sprechtrainer